# Tyler Ulis
Tyler Ulis (ur. 5 stycznia 1996 w Southfield) – amerykański koszykarz, występujący na pozycji rozgrywającego.
W 2014 wystąpił w meczu gwiazd amerykańskich szkół średnich - McDonald’s All-American.
30 czerwca 2018 został zwolniony przez Phoenix Suns. 24 września dołączył do Golden State Warriors. 12 października opuścił klub. 3 dni później podpisał umowę z Chicago Bulls zarówno na występy w NBA, jak i zespołem G-League - Windy City Bulls. 27 grudnia opuścił klub.
24 września 2019 został zawodnikiem Sacramento Kings. 20 października opuścił klub.

## Osiągnięcia
Stan na 21 października 2019, na podstawie, o ile nie zaznaczono inaczej.
NCAA
- Uczestnik:
  - NCAA Final Four (2015)
  - turnieju NCAA (2015, 2016)
- Mistrz:
  - turnieju konferencji Southeastern (SEC – 2015, 2016)
  - sezonu regularnego konferencji SEC (2015, 2016)
- Koszykarz roku konferencji SEC (2016)[11]
- Obrońca Roku SEC (2016)[12]
- Laureat Bob Cousy Award (2016)[13]
- MVP turnieju SEC (2016)[14]
- Zaliczony do:
- I składu:
  -     - All-American (2016)
    - SEC (2016)
    - pierwszoroczniaków SEC (2015)
    - turnieju SEC (2016)
    - defensywnego SEC (2016)

NBA
- Zaliczony do II składu letniej ligi NBA (2016)